# Confusion Is Sex
Confusion Is Sex is het eerste officiële studioalbum van Sonic Youth, oorspronkelijk verschenen in 1983. De voorganger, Sonic Youth, was een mini-lp. In een heruitgave van Confusion Is Sex werd het mini-album Kill Yr Idols toegevoegd, dat later in hetzelfde jaar uitkwam. De hoesillustratie werd vervaardigd door Kim Gordon. Het album werd opgenomen door Wharton Tiers.
Een aantal van de tracks werden met de 3rd bridge-speltechniek ingespeeld. Sonic Youth legde zich in hun beginjaren veel toe op deze klankopwekking. Voor dit album prepareerden ze een grote hoeveelheid gitaren (zie geprepareerde gitaar), waarbij ze de stemmingen per nummer aanpasten. De nummers waar dit op te horen is, zijn Protect Me You, Inhuman, Lee is Free.
Het nummer Lee is Free is door Lee Ranaldo alleen thuis opgenomen met behulp van twee cassetterecorders.
Het album kreeg in 1983 weinig aandacht. De bekende journalist Robert Christau beoordeelde het album als zeer slecht. Twintig jaar later zou hij zijn mening hierover herzien, steeg de waardering van het album onder critici en werd het gezien als een van de baanbrekende albums in de geschiedenis van de noise rock. Pitchfork beoordeelde de heruitgave met 4 sterren uit 5.

## Track lijst

### Originele uitgave
1. (She's in a) Bad Mood
2. Protect Me You
3. Freezer Burn / I Wanna Be Your Dog (cover van The Stooges)
4. Shaking Hell
5. Inhuman
6. The World Looks Red
7. Confusion Is Next
8. Makin the Nature Scene
9. Lee is Free (instrumentaal)

### 1995 heruitgave
1. (She's in a) Bad Mood
2. Protect Me You
3. Freezer Burn / I Wanna Be Your Dog
4. Shaking Hell
5. Inhuman
6. The World Looks Red
7. Confusion Is Next
8. Making the Nature Scene
9. Lee Is Free (instrumental)
10. Kill Yr. Idols
11. Brother James
12. Early American
13. Shaking Hell (live)